# Cakaudrove
Cakaudrove is een van de veertien provincies van Fiji, in de divisie Northern. Het is gelegen op het eiland Vanua Levu. De provincie heeft een oppervlakte van 2.816 km² en had in 1996 44.821 inwoners. De hoofdstad is Savusavu met 4.962 inwoners (1996).
Divisies: Central · Eastern · Northern · Western

Provincies: Ba · Bua · Cakaudrove · Kadavu · Lau · Lomaiviti · Macuata · Nadroga-Navosa · Namosi · Naitasiri · Ra · Rewa · Serua · Tailevu

Dependency: Rotuma